# Hoplangia
Genre
Hoplangia est un genre de coraux durs de la famille des Caryophylliidae.

## Liste d'espèces
Selon World Register of Marine Species (28 juin 2015) :
- Hoplangia durotrix Gosse, 1860